# 827
827 (DCCCXXVII) je bilo navadno leto, ki se je po julijanskem koledarju začelo na torek.

## Dogodki
- 1. januar
- Arabci vdrejo na Sicilijo

## Rojstva
- Sveti Ciril, teolog, lingvist in učenjak († 869)